# I can't breathe

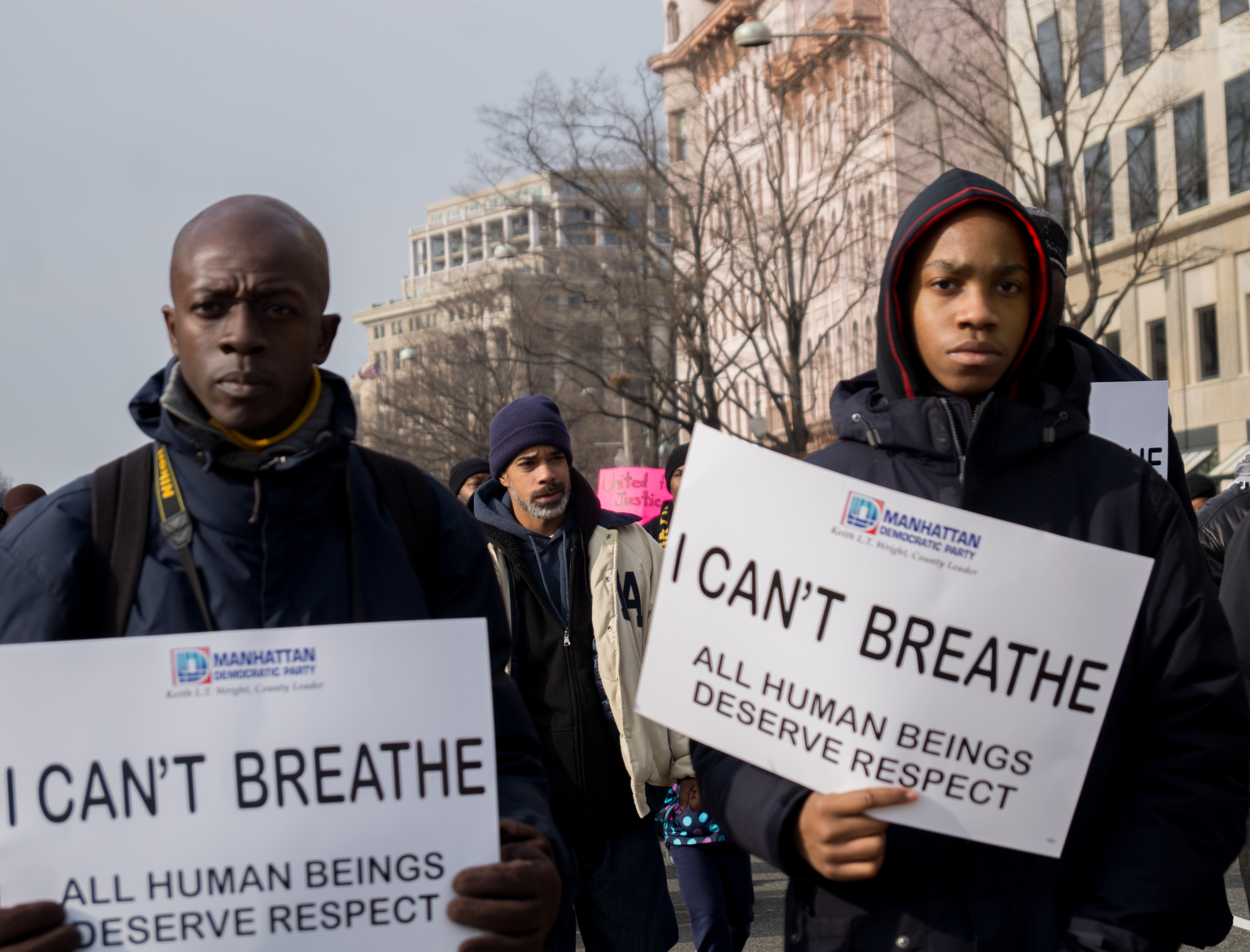
Manifestation Justice for all, Marche nationale contre la violence policière à Washington, DC en décembre 2014.

« I can't breathe » (« Je ne peux pas respirer ») est un slogan associé au mouvement Black Lives Matter.
Il trouve son origine dans la mort de deux hommes noirs, Eric Garner en 2014 et George Floyd en 2020, tués par des policiers. Repris lors des manifestations qui suivent ces décès, il s'agit d'un cri de ralliement contre les problèmes plus larges de violence policière aux États-Unis.

## Eric Garner

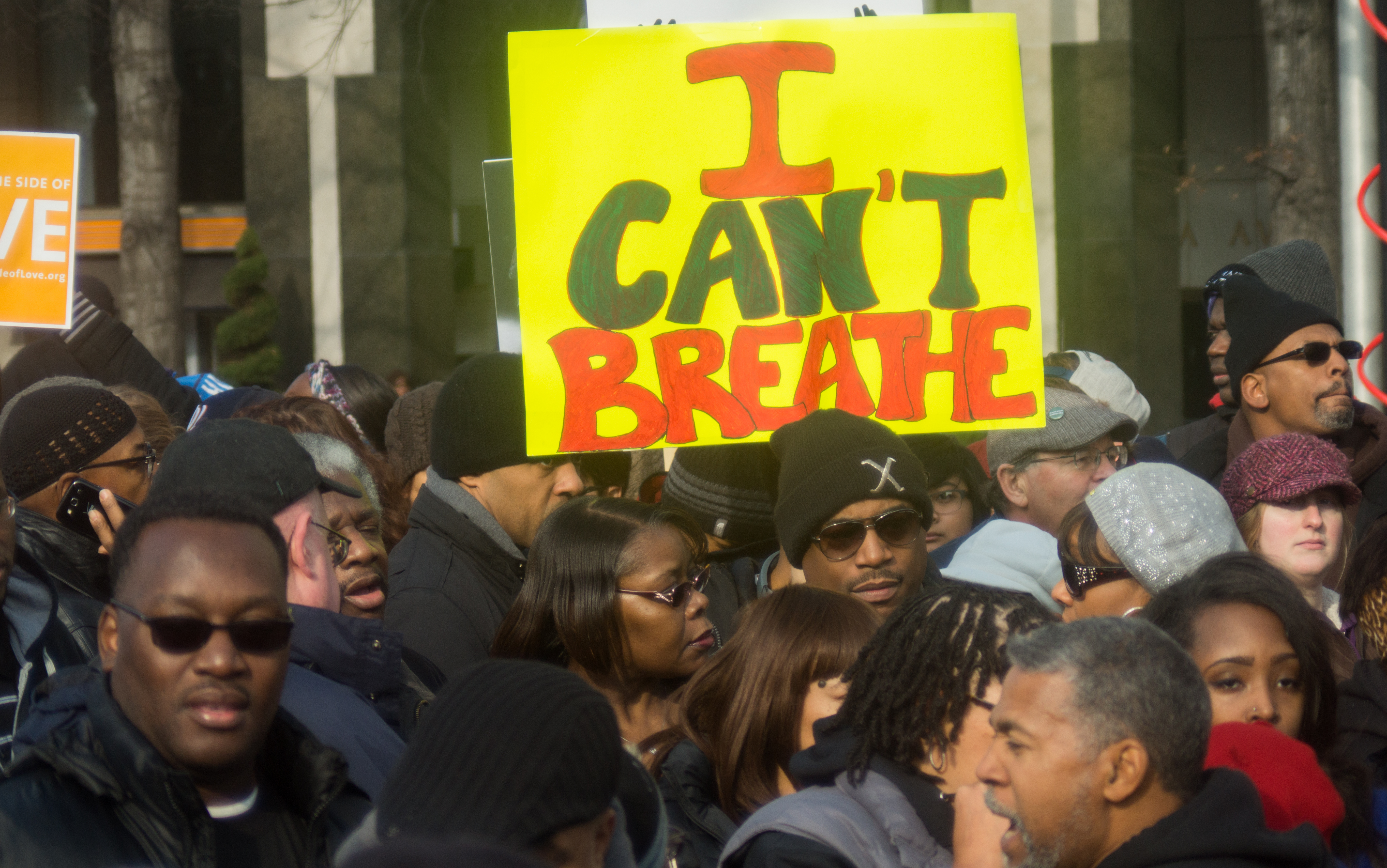
Manifestation en décembre 2014.

La phrase originale est prononcée par Eric Garner avant sa mort en juillet 2014, alors qu'il subit une immobilisation par étranglement d'un officier du département de police de New York. La vidéo de Garner détenue par plusieurs officiers le montrait disant « Je ne peux pas respirer » onze fois avant de perdre connaissance.

À la suite de l'acquittement en décembre 2014 de l'officier en cause, le slogan devient populaire dans les manifestations qui se généralisent. Le hashtag #ICantBreathe est tweeté plus de 1,3 million de fois en décembre 2014 et repris à travers les expressions de solidarité des athlètes amateurs et professionnels. La première expression de solidarité de ce type vient de l'équipe féminine irlandaise de basket-ball Notre Dame Fighting qui arbore des t-shirts avec le logo « Je ne peux pas respirer » lors d'un échauffement du 13 décembre. Les athlètes de la Ligue nationale de football et de la National Basketball Association, notamment LeBron James, portent des vêtements « Je ne peux pas respirer ». Après avoir critiqué James, le président Barack Obama prend sa défense, déclarant : 

« Je pense que LeBron a fait ce qu'il fallait. […] Nous oublions le rôle que Muhammad Ali, Arthur Ashe et Bill Russell ont joué dans la sensibilisation. »

Fin décembre, des responsables du district scolaire unifié de Fort Bragg à Mendocino, en Californie, interdisent aux athlètes de porter des t-shirts « Je ne peux pas respirer » avant un tournoi de basket-ball de trois jours dans un établissement d'enseignement secondaire, avant de se retracter. L' Union américaine pour les libertés civiles écrit une lettre en soutien aux étudiants.

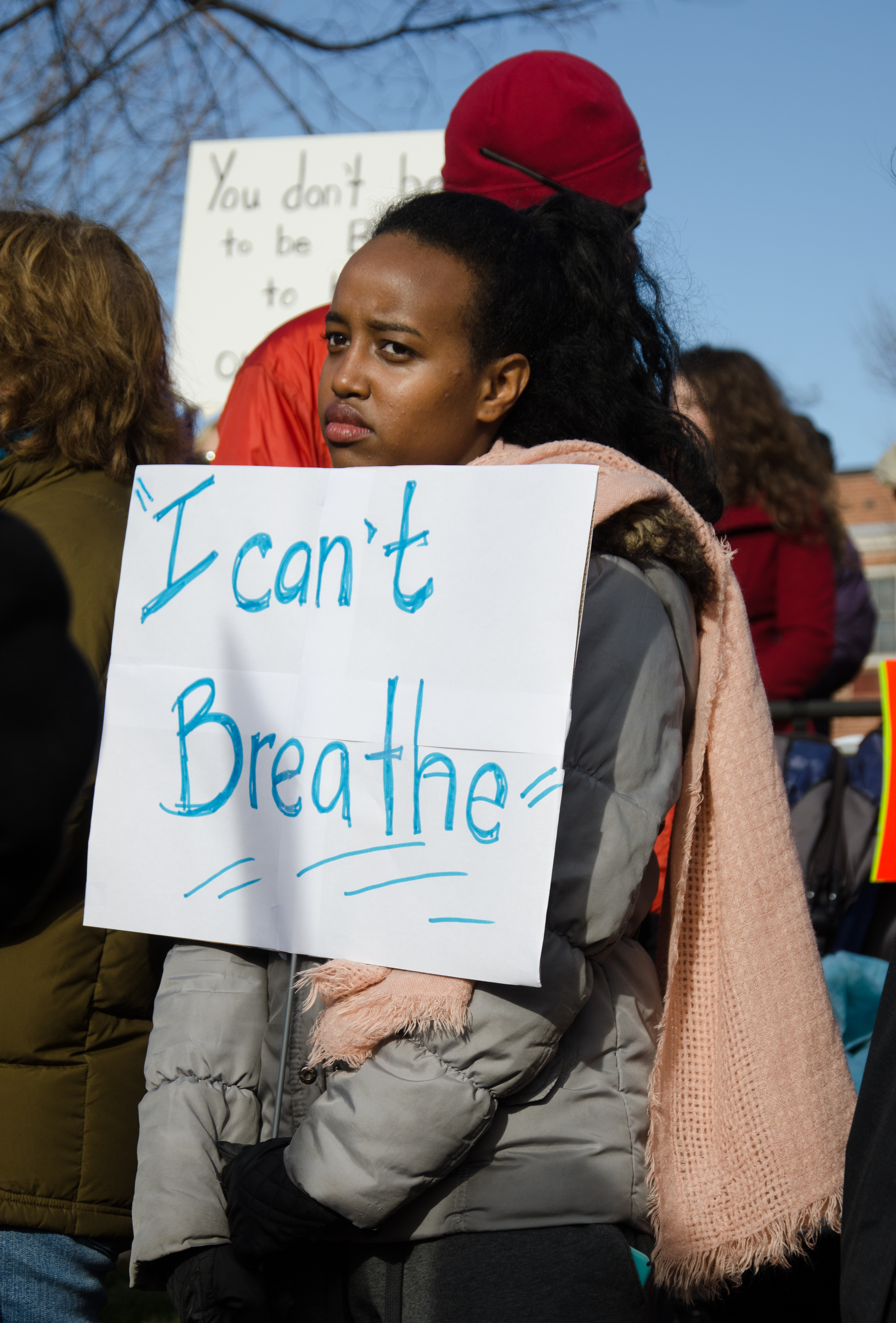
Manifestation à Berlin (Allemagne), en décembre 2014.

Fred Shapiro, l'éditeur du Yale Book of Quotations, choisit « I can't breathe » comme la citation la plus notable de 2014. Shapiro déclare que ce n'est pas seulement un slogan du moment, mais « une phrase avec un impact réel et durable. »
Le professeur Grace Ji-Sun Kim et le révérend Jesse Jackson écrivent dans une tribune de décembre 2014 que l'expression « est devenue un slogan pour les gens qui sont allés sur les réseaux sociaux et sont descendus dans les rues pour protester contre le meurtre d'Afro-Américains non armés, contestant un système qui ne parvient pas à inculper et à réclamer une plus grande égalité ».
Le linguiste Ben Zimmer le compare à des slogans similaires tels que « Hands up, don't shoot », qui ont leur origine dans l'affaire Michael Brown en 2014, et le plus ancien « No justice, no peace ». Zimmer le considère comme « un cri de ralliement particulièrement puissant », et note qu'« entonner les mots I can't breathe », entouré par des milliers d'autres personnes faisant de même, est un acte d'empathie et de solidarité.
Le professeur Joshua D. Rothman de l'université de l'Alabama note que les déclarations populaires telles que les t-shirts « I can't breathe » sont « facilement et souvent rejetées par les opposants comme un geste bon marché ou un coup. » Cependant analysant l'engouement à la fin du XVIIIe et au début du XIXe siècle pour la fabrication de camées réalisées par Josiah Wedgwood sur lesquelles étaient gravées « Am I Not a Man and a Brother ? / Ne suis-je donc pas un homme, un frère ? »  et l'incorporation ultérieure de l'image d'esclaves agenouillés dans de nombreux produits comme le symbole le plus largement utilisé du mouvement abolitionniste américain, Rothman affirme que « nous ne devons pas sous-estimer la valeur et l'importance de la mode pour créer une dynamique et une visibilité pour une cause politique ».
À la fin de 2014, The Washington Post publie « Les derniers mots de Garner — et le débat sur la race et le système de justice pénale auquel ils sont maintenant liés — disparaîtront-ils vraiment de la conscience publique dans un an ou deux ? ».
En octobre 2016, The New York Times signale la mort d'un garçon de 17 ans étouffé par l'employé d'un centre de traitement pour jeunes en difficulté. Notant que le garçon a crié : « Dégage de moi, je ne peux pas respirer » avant de se taire, le journal établit un parallèle explicite avec Eric Garner.

### Contre-réaction
Les partisans des services de police de la ville de New York ont défilé le 19 décembre 2014 dans des sweats à capuche noirs arborant la mention « Je peux respirer grâce au NYPD » et ont crié « Ne résiste pas à l'arrestation ! » aux contre-manifestants. Par ailleurs, des T-shirts produits et vendus en ligne par Jason Barthel, un officier de police de Mishawaka, dans l'Indiana, titrant « Respirez facilement : ne violez pas la loi » ont suscité des critiques. Barthel a déclaré : 

« Lorsque vous enfreignez la loi, malheureusement, il y a des conséquences, et certaines ne seront pas jolies. »

Les membres du conseil municipal de South Bend, dans l'Indiana, ont demandé au maire et futur candidat à la présidentielle américaine Pete Buttigieg de coopérer pour interdire à la ville de futurs contrats avec  l'entreprise fournissant ces T-shirts contestés. L’opposant politique à Buttigieg, Henry Davis Jr., a commenté : « Il a refusé de se positionner. Et quand finalement il l'a fait, c'était pour dire qu'il était d'accord avec les deux parties. »
En janvier 2015, le site satirique d'actualités militaires Duffel Blog a publié un faux article intitulé « Army Dive School Quietly Change "I Can't Breathe" Unit Motto » (L'école de plongée de l'armée change tranquillement son slogan I can't Breathe) dans lequel l'école était sommée de changer ce slogan qu'elle utilisait antérieurement, pour ne pas laisser penser à un soutien au mouvement. La décision a été de retenir « J'ai les mains en l'air, ne tirez-pas. »

## George Floyd
En mai 2020, l'officier du département de police de Minneapolis, Derek Chauvin, tue George Floyd en appuyant son genou sur son cou pendant 8 minutes et 46 secondes. La vidéo d'un témoin de l'incident montre Floyd répétant « Je ne peux pas respirer » à de nombreuses reprises.
Malgré ses plaintes, ainsi qu'un spectateur s'exclamant que l'agent de police empêchait Floyd de respirer, Chauvin continue la pression pendant deux minutes et 53 secondes après que Floyd soit devenu insensible, tandis que trois autres agents regardent.
« I can't breathe » est devenu un cri de ralliement pour les manifestations nationales qui ont suivi.

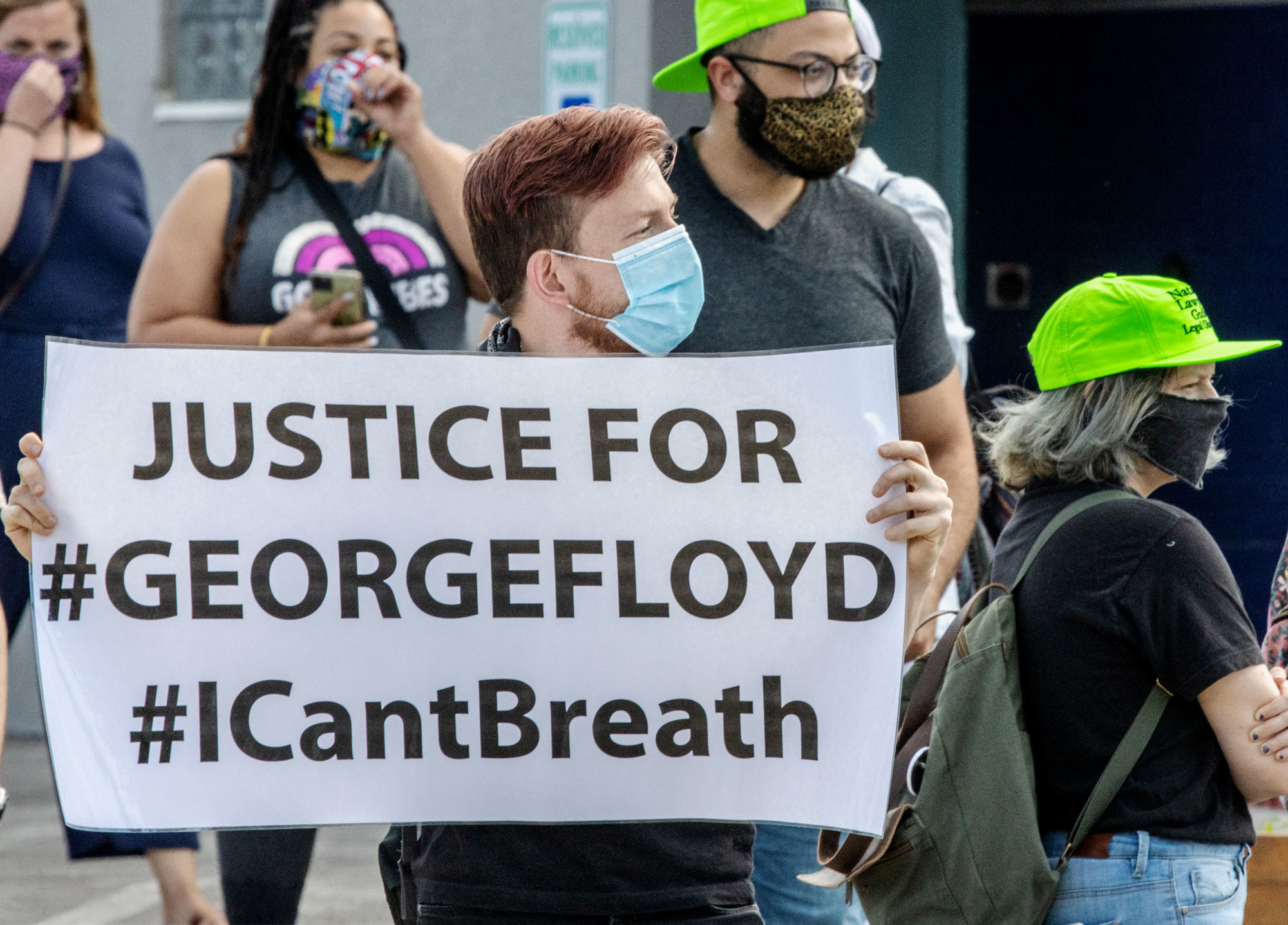
Manifestation à Grove City, Ohio, mai 2020.
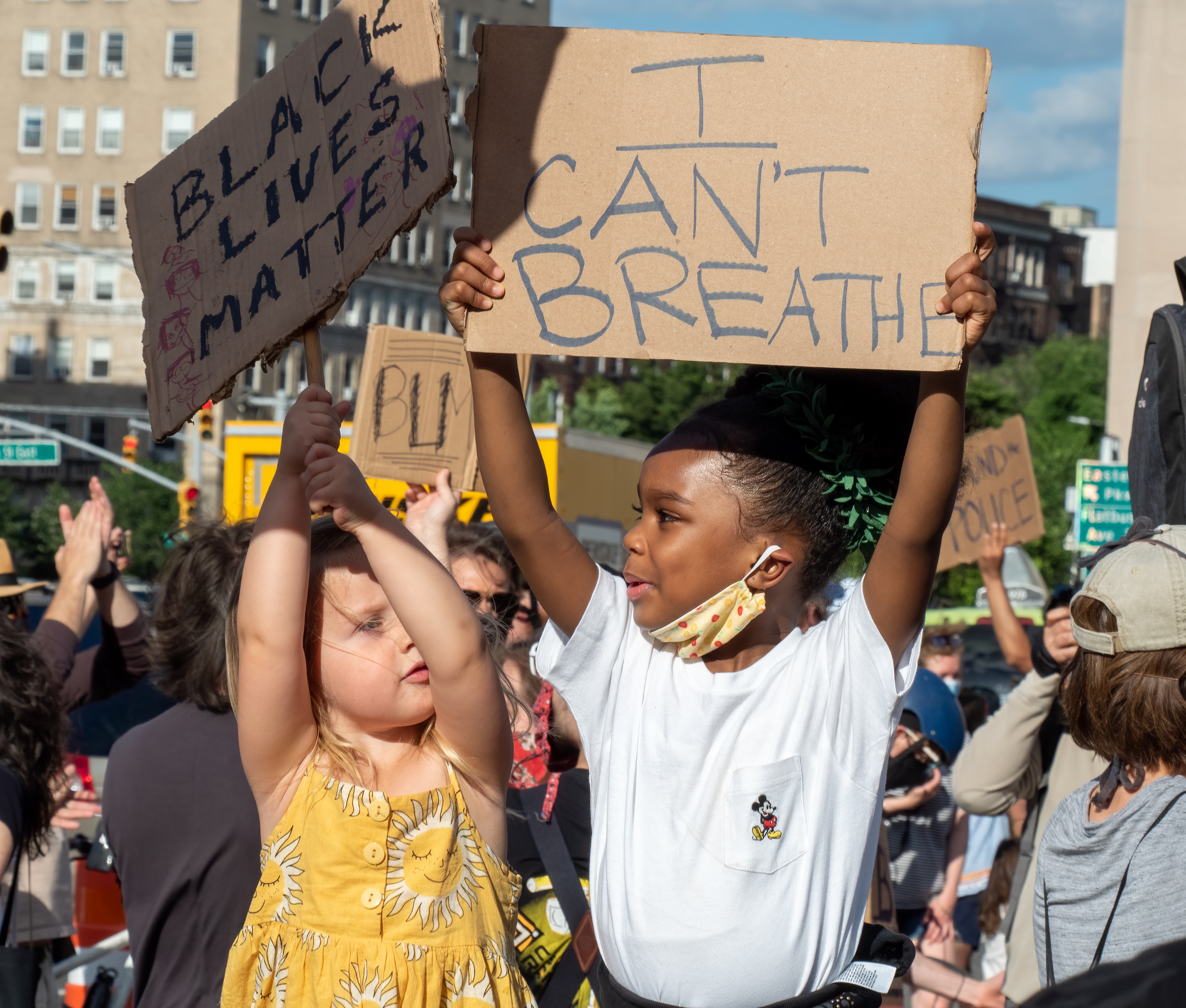
Grand Army Plaza (Brooklyn), juin 2020.
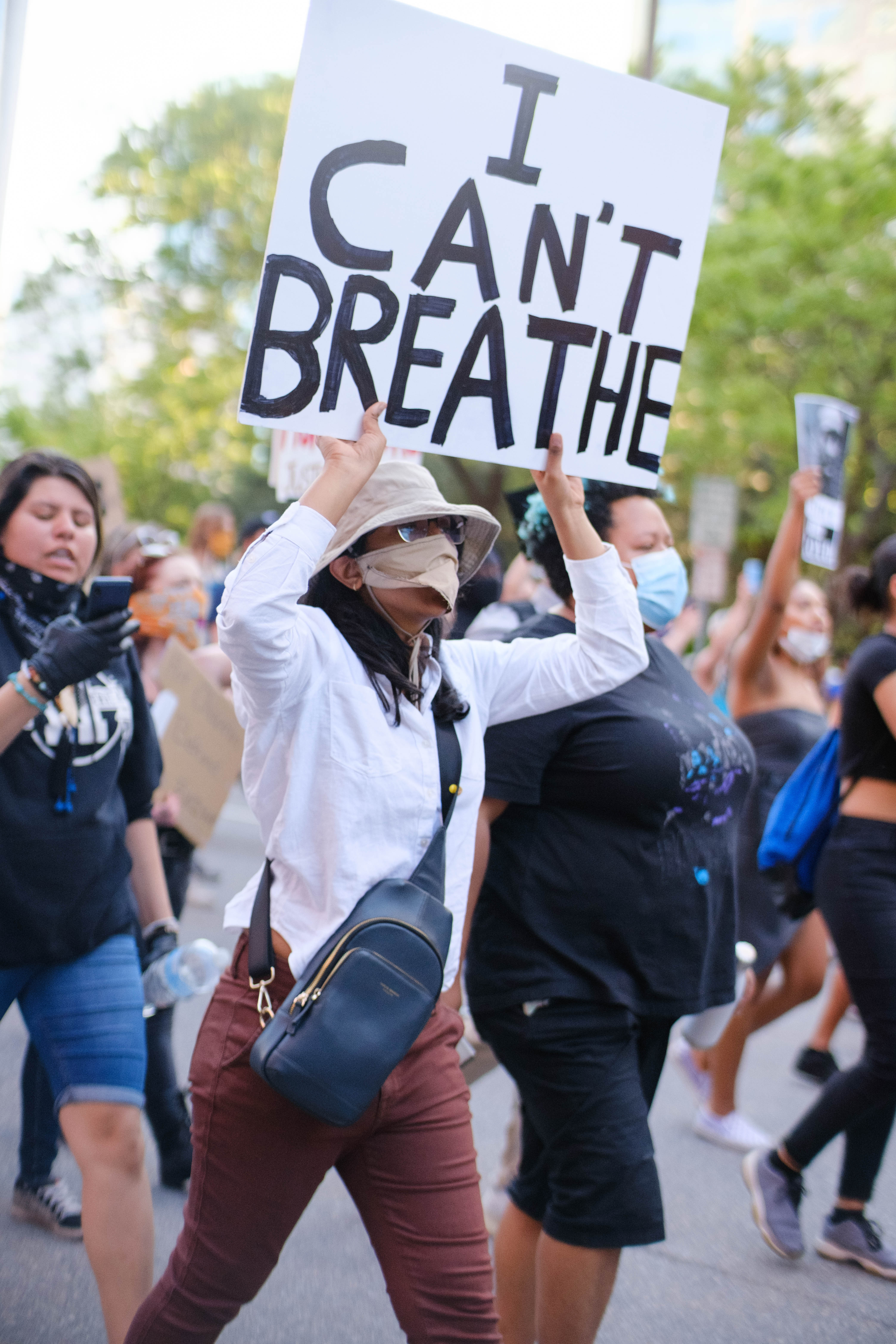
Minneapolis, août 2020.